# Trybunał Główny Koronny

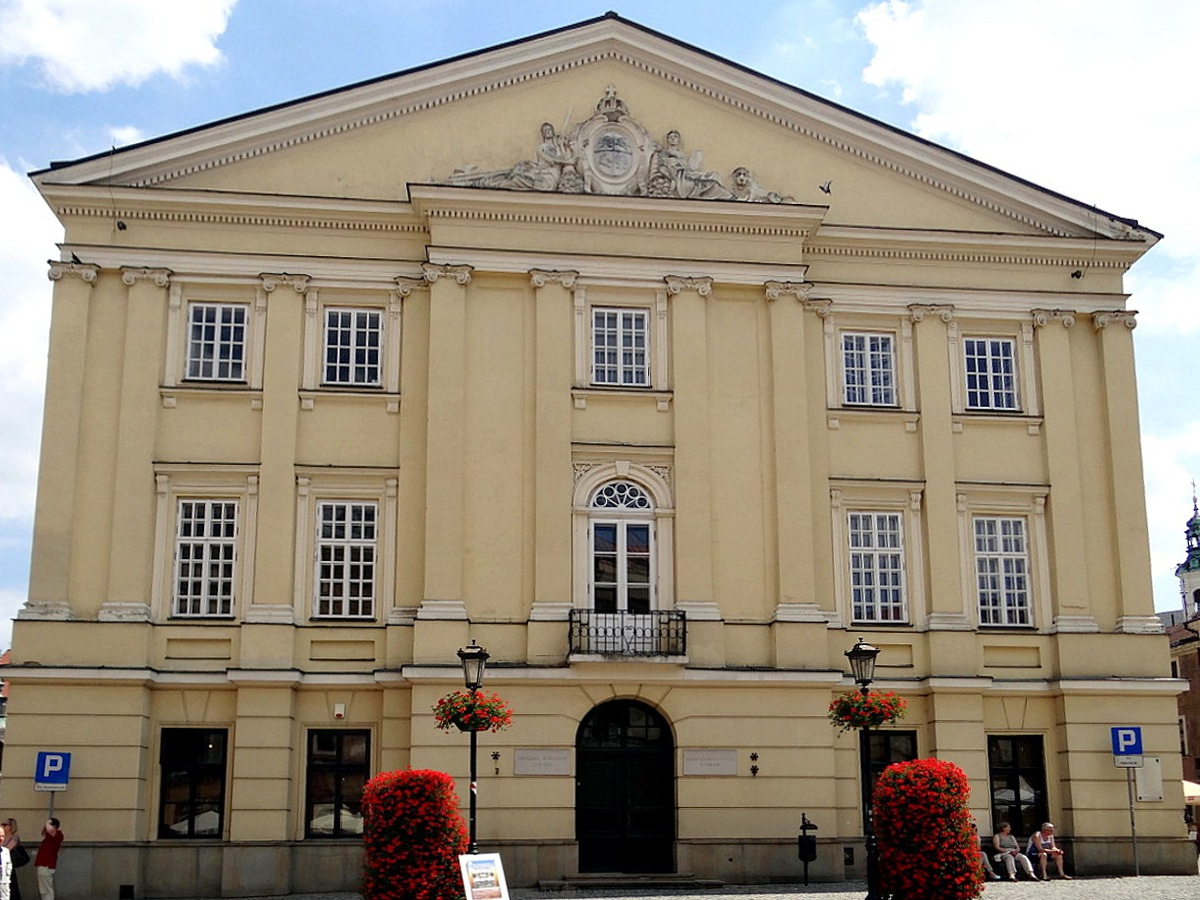
Trybunał Główny Koronny w Lublinie

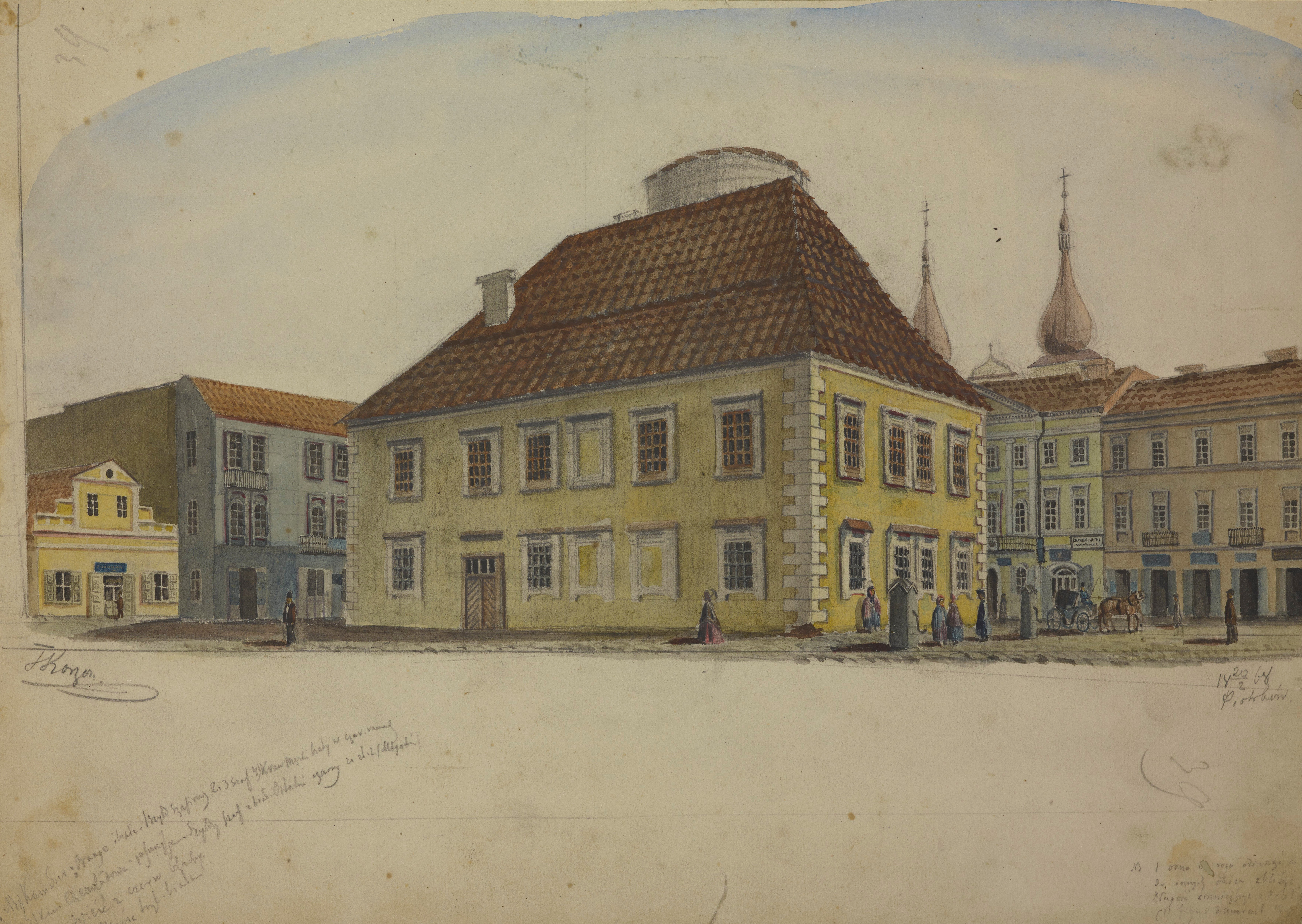
Ratusz w Piotrkowie Trybunalskim – miejsce posiedzeń Trybunału dla prowincji wielkopolskiej

Trybunał Główny Koronny (łac. Iudicium Ordinarium Generale Tribunalis Regni) – najwyższy sąd apelacyjny Korony Królestwa Polskiego I Rzeczypospolitej dla spraw prawa ziemskiego normującego stosunki między szlachtą.
W 1581 roku ustanowiono na wzór koronnego Trybunał Główny Wielkiego Księstwa Litewskiego.

## Geneza
Do 1578 roku najwyższym sędzią był król, który w swym sądzie nadwornym mógł sądzić sprawy wszystkich rodzajów i wywołać przed swój sąd każdą sprawę w królestwie. Do początków XVI wieku każdy mógł zażądać sądzenia jego sprawy przez sąd królewski.
Od wprowadzenia w polskim prawie w 1523 roku apelacji sąd królewski stał się również najwyższym sądem odwoławczym. Mimo tego, że król posługiwał się do sądzenia komisarzami, sąd królewski nie mógł poradzić sobie ze sprawnym i szybkim wymiarem sprawiedliwości. Początkowo próbowano zaradzić sytuacji tworząc jako sądy drugiej instancji sądy wiecowe dla każdego województwa, z wojewodami na czele. Sąd królewski zaczął również odsyłać do sądów wiecowych sprawy, które wpływały do niego jako sądu pierwszej instancji. Nie udrożniło to jednak wymiaru sprawiedliwości, a spowodowało większe zamieszanie co do właściwości poszczególnych sądów. Konieczne w takiej sytuacji prace nad reformą sądownictwa przebiegały w okresie ruchu egzekucyjnego i walki szlachty o zwiększenie udziału we władzy.
W efekcie szlachta uzyskała wyłączny wpływ na sądownictwo ziemskie kosztem uprawnień króla. W 1563 roku utworzono jednorazowe sądy ostatniej instancji w województwach przekazując im wszystkie sprawy z sądów królewskich. Podobnie uczyniono w czasie pierwszego i drugiego bezkrólewia. Ostatecznie w 1578 roku Stefan Batory zrzekł się uprawnień najwyższego sędziego na rzecz utworzonego jednocześnie Trybunału Koronnego.

## Skład
Sądzili w nim reprezentanci szlachty i duchowieństwa. Deputatów świeckich było dwudziestu siedmiu i byli oni wybierani corocznie na sejmikach deputackich po jednym lub dwóch z województwa, w zależności od jego wielkości. Sześciu deputatów duchownych wybierały kapituły. Uczestniczyli oni w rozstrzyganiu spraw, gdy jedną ze stron był duchowny (stanowili wówczas połowę składu orzekającego). Na czele trybunału stał obieralny marszałek. Deputatom duchownym przewodził prezydent, którym zostawał zazwyczaj kanonik gnieźnieński.
Początkowo Trybunał zbierał się w Piotrkowie dla województw i ziem
prowincji wielkopolskiej (województwa: poznańskie, kaliskie, sieradzkie, łęczyckie, brzeskokujawskie, inowrocławskie, mazowieckie, płockie, rawskie wraz z ziemią wieluńską i ziemią dobrzyńską). W Lublinie dla województw i ziem prowincji małopolskiej (województwa: krakowskie, sandomierskie, ruskie, podolskie, podlaskie, wołyńskie, bełskie, lubelskie, a od 1590 roku także województwa: kijowskie, bracławskie i czernihowskie). W Łucku sądzono sprawy z ziem ruskich Korony. Od 1590 roku zaprzestano sesji w Łucku, a cała prowincja małopolska sądziła się odtąd w Lublinie. Sesje w lubelskim ratuszu odbywały się wiosną i latem, a w piotrkowskim zamku i ratuszu jesienią i zimą.
Sejm konwokacyjny w 1764 roku ustanowił dwa oddzielne sądy trybunalskie: Trybunał Koronny Wielkopolski i Trybunał Koronny Małopolski. Sesje trybunału wielkopolskiego odbywały się odtąd w Piotrkowie, w Bydgoszczy i w Poznaniu (od niedzieli po Wielkanocy do 3 lipca). Trybunał małopolski obradował na przemian w Lublinie i we Lwowie. Jednak już konstytucja Sejmu Repninowskiego Złączenie Trybunału Koronnego z 1768 roku przywróciła jeden wspólny trybunał dla Korony, wprowadzając sesje kadencji wielkopolskiej na przemian w Kaliszu i Piotrkowie, a w kadencji małopolskiej w Lublinie.
Pisarzem trybunału piotrkowskiego był pisarz ziemski sieradzki, a trybunału lubelskiego pisarz ziemski lubelski.
Uposażeniem deputatów była pobierana taksa pół złotego od wyroku, wydatki kancelaryjne finansowano z wadiów wniesionych przez procesujące się strony.

## Kompetencje
Kompetencje Trybunału Koronnego określiła konstytucja sejmu walnego warszawskiego w 1578 roku.
Trybunał był drugą i ostatnią instancją dla spraw cywilnych, rozstrzyganych w sądach ziemskich, grodzkich, podkomorskich, komisarskich i wiecowych. Rozpatrywał też sprawy karne wniesione według kompetencji sądów grodzkich oraz wypadki naruszenia procedur i łamanie prawa przez starostów i urzędników grodzkich.
Tylko najcięższe sprawy, w których osiadłemu szlachcicowi groziła kara śmierci, więzienia, lub utrata czci czy majątku rozstrzygał sąd sejmowy. Sprawy rozstrzygano jednomyślnie. Jednak gdy dwa głosowania nie dały rezultatu, w trzecim decydowała większość. Przy równości głosów sprawę odsyłano do sejmu, a od 1607 roku do następnej sesji trybunału. W przypadku spraw mieszanych (gdy jedną ze stron był duchowny), w razie braku większości głosów, decydował sąd sejmowy.
Zakazane było wydawanie wyroków bez podstawy prawnej, zwanych quae vim legis saperent (łac. uchodzące za mające moc prawa). Sprawa, dla której brakło prawnych podstaw, zwana novum emergens, powinna być odesłana do roztrzygnięcia na sejmie. Sejm kilkakrotnie uchylał takie wyroki, np. w 1627 w sprawie Samuela Bolestraszyckiego czy w 1726 w podobnej sprawie Zygmunta Unruga.
Wyroki trybunalskie wydawano w formie dekretów, podpisywanych przez trzech deputatów. Wyroki te nie mogły być podważane ani znoszone przez żaden sąd, a ich egzekucję powierzano odpowiednio sądom grodzkim.
Językiem urzędowym dla rozpatrywania spraw z województw i ziem koronnych była łacina, sprawy z terenów litewsko-ruskich załatwiano w języku ruskim, a od XVIII w języku polskim.

## Działanie Trybunału
Wprowadzenie Trybunału usprawniło początkowo szlachecki wymiar sprawiedliwości. Dość szybko dały jednak o sobie znać negatywne cechy sądownictwa sprawowanego przez niefachowców, uzależnionych od corocznego wyboru. Co prawda Trybunał miał do pomocy fachową obsługę prawników, decyzje jednak podejmowali szlacheccy sędziowie. Trybunał trapiły podobne jak sejm choroby. Dochodziło do zrywania trybunałów przy okazji rugów deputatów (sprawdzania ważności mandatów deputackich). Wybory na sejmikach deputackich stały się okazją do walki różnych frakcji. Następowało uzależnienie deputatów od magnatów, których sile i poparciu zawdzięczali wybór na sejmikach. Deputatom zarzucano powszechnie przekupność i brak niezależności. Ufundowanie Trybunału, czyli rozpoczęcie sesji, stało się jednym z ważniejszych wydarzeń roku. Zainteresowani ściągali do miast trybunalskich ze stronnikami, magnaci z wojskami nadwornymi, w celu wywarcia presji na przeciwników, a w razie potrzeby aby nie dopuścić do ukonstytuowania się niewygodnego dla nich trybunału.
Próbowano podjąć środki zaradcze uchwalając konstytucje mające poprawić funkcjonowanie trybunałów (1616, 1670). Niewiele to jednak pomagało. Jeden z sejmików kapturowych podczas bezkrólewia w 1673 roku skarżył się w swoich laudach: Trybunał jako exorbituje najlepiej litigantes wiedzą, że i prawo pod czas nie prawem, regestra pro libitu, mieszają, ordynacji nie słuchają, korrupcje biorą, fakcje stroją et omnia pro velle, non pro iustitia, pro imperio, non pro lege sibi licere arogant, więcej się bankietami niż sądami zabawiają, skąd spraw in immensum narosło.

## Upadek
W XVIII wieku doszło do całkowitego uzależnienia trybunałów od magnaterii. Ferowane przez nie wyroki sądowe stały się narzędziem w walce zwalczających się frakcji magnackich, a strona, która obsadziła swoimi stronnikami sąd trybunalski mogła liczyć na uzyskanie znaczącej przewagi nad przeciwnikami.
Nie pomogła tu wielka korektura Trybunału Koronnego z 1726 roku mająca dokonać reformy trybunałów. Współczesny pamiętnikarz Jędrzej Kitowicz pisał: Każdy deputat, który za protekcją pańską utrzymał się przy funkcji, swego protektora stawał się niewolnikiem. Już tam nic nie ważyła ani nowo ofiarowana korrupcje, ani przyjaźń, ani powab urody, ani czystość sprawy, ani moc prawa i dokumentów. Na to wszystko zatkane były oczy i uszy, a sentencja wypadała ślepo podług rozkazu pańskiego.
W 1749 na skutek walk między magnackimi ugrupowaniami doszło do zerwania Trybunału.
Sądownictwo trybunalskie próbował uzdrowić Sejm Czteroletni znosząc sesyjność trybunałów i ustanawiając ich permanentne działanie. Skutki tych zmian nie zdążyły jednak się ujawnić przed likwidacją państwa.

## Spuścizna Trybunału po rozbiorach
Po utracie niepodległości Trybunał Koronny podobnie, jak i inne sądy szlacheckie dawnych władz polskich, został zamknięty. Akta Trybunału Koronnego w Lublinie przechowywane w archiwum sądowym, mieszczącym się w refektarzu klasztoru dominikanów, w 1811 r. zostały przeniesione do klasztoru bernardynów, a 1827 r. przekazane do nowo powstałego Archiwum Akt Dawnych w Lublinie. W latach 1836–1840 zostały przekazane w całości do Archiwum Akt Dawnych w Warszawie, gdzie w czasie powstania warszawskiego w 1944 r. uległy całkowitemu zniszczeniu.